# 린다 린다
〈린다 린다〉(일본어: リンダリンダ)는 일본의 펑크 록 밴드 THE BLUE HEARTS가 1987년 5월 1일에 발매한 싱글이다. 밴드의 리드 보컬인 코모토 히로토가 작사, 작곡을 맡았 으며, THE BLUE HEARTS가 편곡을 맡았다. 이 곡은 발매 당시 오리콘 차트 38위를 기록했다.
이 곡은 그룹의 가장 인기 있는 곡 중 하나로 남아 있으며, 여러 음반에 수록되었다. 2002년 2월 6일 싱글로 재발매되었다.

## 원본 녹음
린다 린다의 싱글 버전과 앨범 《THE BLUE HEARTS》에 수록된 버전은 기타 편곡과 사운드 믹싱에 눈에 띄는 차이가 있다. 밴드 멤버들은 이번 앨범에서 이러한 변화에 동의했는데, 이는 아마추어 시절을 벗어나 라이브 콘서트를 하는 메이저 밴드로의 변화를 의미하기 때문이다. 하지만 싱글 버전은 TV와 광고에서 더 흔하게 사용된다.

## 관련 매체
이 노래는 대중 문화에 많이 등장했는데, 특히 2005년 일본 영화 《린다 린다 린다》의 줄거리의 중심이 되었는데, 이 영화는 THE BLUE HEARTS의 노래를 연주하는 여고생 밴드에 대한 이야기다.
이 노래는 또한 미국 가수 앤드루 W.K.가 2008년 커버 앨범 《The Japan Covers》에 녹음했다.
닌텐도 DS 리듬 게임 《오쓰! 싸워라! 응원단》, 《멧챠! 태고의 달인 DS 일곱 섬의 대모험》, Wii 리듬 게임 《태고의 달인 Wii 쿵딱~하고 두번째!》 및 PS4 리듬 게임 《태고의 달인 모두 함께 쿵딱쿵!》에도 등장했다.